# Karabin Bushmaster ACR
Bushmaster ACR (wersja prototypowa była znana jako Masada ACWS – Adaptive Combat Weapon System, Adaptacyjny System Uzbrojenia Bojowego) – modułowy i uniwersalny karabinek automatyczny zaprojektowany przez firmę Magpul Industries z Erie w stanie Kolorado. Konstrukcja powstała w ciągu czterech miesięcy bez współpracy z rządem. Prototyp został zaprezentowany w 2007 roku na wystawie SHOT Show w Orlando w stanie Floryda. Prace rozwojowe wciąż są kontynuowane i niezobowiązująca zapowiedziano ich ukończenie na pierwszy kwartał 2008 roku (wówczas ma rozpocząć się sprzedaż karabinka Bushmaster ACR dla cywilnych użytkowników na amerykańskim rynku).
Bushmaster ACR funkcjonuje w oparciu o zasadę wykorzystywania energii gazów prochowych odprowadzanych przez boczny otwór w lufie, ryglowanie odbywa się przez obrót siedmioryglowego zamka. Jako rozwinięcie AR-180 (produkowanej na rynek cywilny pochodnej AR-18) posiada mechanizm gazowy z krótkim ruchem tłoka i tłoczyskiem, wykorzystywany obecnie w wielu współczesnych konstrukcjach (m.in. w G36 czy SCAR). W konstrukcji karabinka wykorzystano wiele elementów pochodzących z powszechnie dostępnego na amerykańskim rynku karabinka AR-15 (wytwarzanego pod różnymi nazwami przez różnych producentów), m.in. lufę, czy mechanizm spustowo-uderzeniowy.
Oryginalną cechą Masady jest system szybkiej wymiany lufy wraz z całym systemem gazowym (po demontażu łoża). Dodatkowo, dzięki modułowej budowie, przez zmianę lufy, zespołu zamek-suwadło oraz – w niektórych przypadkach (np. dostosowania do odmiennych magazynków) komory spustowej połączonej z gniazdem magazynka, broń można łatwo dostosować do trzech typów amunicji: 5,56 × 45 mm, 6,8 mm Remington SPC, 5,45 × 39 mm i 7,62 × 39 mm. W 2008 zaprezentowano nową odmianę broni – karabin automatyczny Magpul Massoud strzelający nabojem 7,62 × 51 mm.
W 2008 roku prawa do produkcji tej broni kupił koncern Bushmaster Firearms International. Karabinek produkowany przez tę firmę otrzyma nazwę Bushmaster ACR (Adaptive Combat Rifle) i będzie początkowo produkowany w trzech wersjach różniących się rodzajem kolby.
15 października 2010 r., czyli pół roku po wprowadzeniu tej broni na rynek, Bushmaster wezwał użytkowników by natychmiast przestali jej używać i skontaktowali się z serwisem. Podczas rutynowych testów zauważono bowiem błąd konstrukcyjny, który mógł po naciśnięciu spustu powodować wystrzelenie kilku pocisków naraz i tym samym doprowadzić do niebezpieczeństwa.
Służba Wywiadu Wojskowego używała kilkunastu sztuk broni w Afganistanie, wspierając informacyjnie dwa pododdziały Wojsk Specjalnych.